# Erick Anguiano
Erick Anguiano es un deportista guatemalteco que compitió en bádminton, en la modalidad de dobles. Ganó dos medallas en los Juegos Panamericanos, plata en 2003 y bronce en 2007.

## Palmarés internacional
| Juegos Panamericanos | Juegos Panamericanos            | Juegos Panamericanos | Juegos Panamericanos |
| Año                  | Lugar                           | Medalla              | Prueba               |
| -------------------- | ------------------------------- | -------------------- | -------------------- |
| 2003                 | Santo Domingo (Rep. Dominicana) | Medalla de plata     | Dobles               |
| 2007                 | Río de Janeiro (Brasil)         | Medalla de bronce    | Dobles               |